# Crocanthemum scoparium
Crocanthemum scoparium är en solvändeväxtart som beskrevs av Charles Frederick Millspaugh. Crocanthemum scoparium ingår i släktet Crocanthemum och familjen solvändeväxter. Inga underarter finns listade i Catalogue of Life.

## Bildgalleri

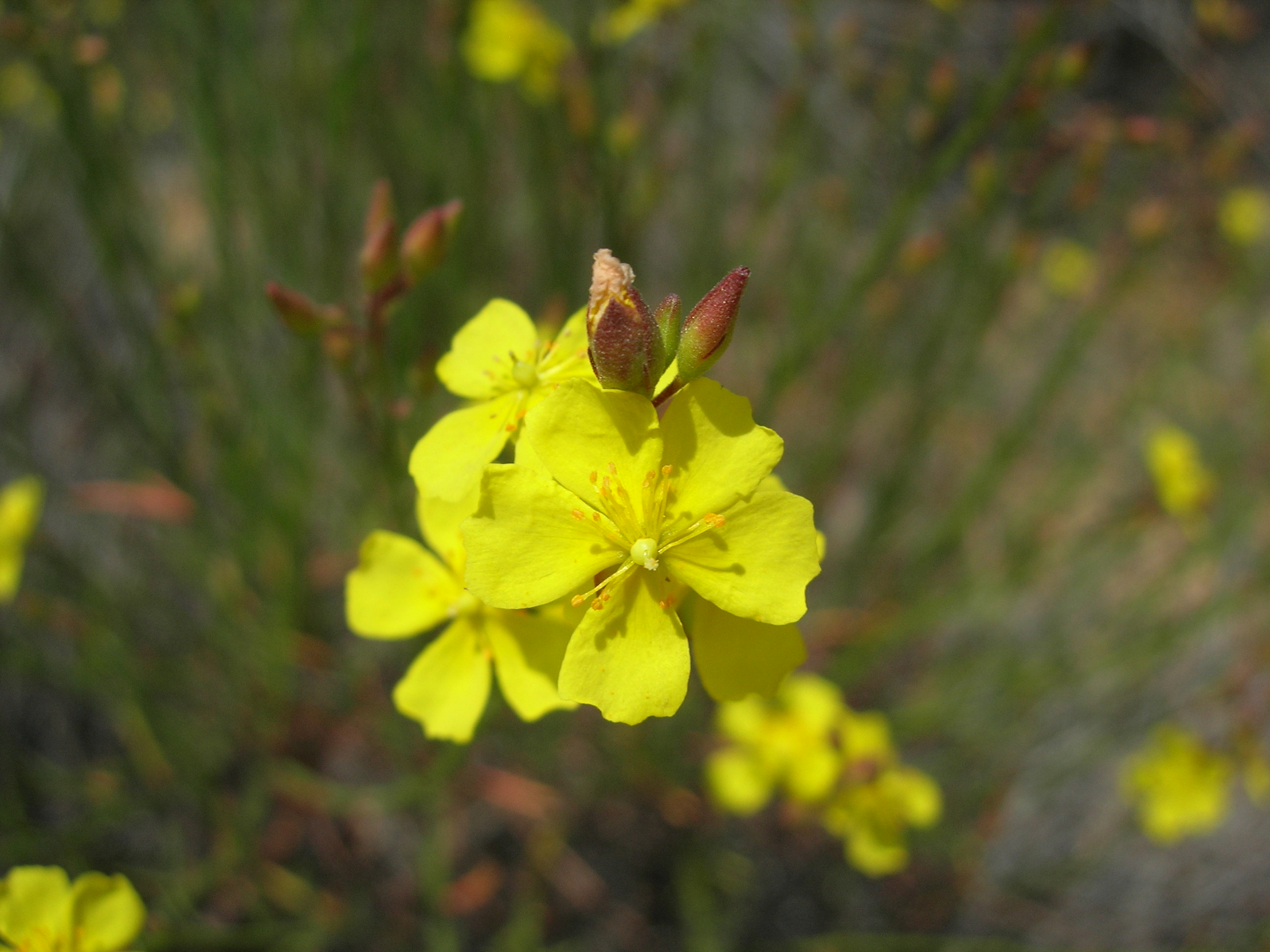
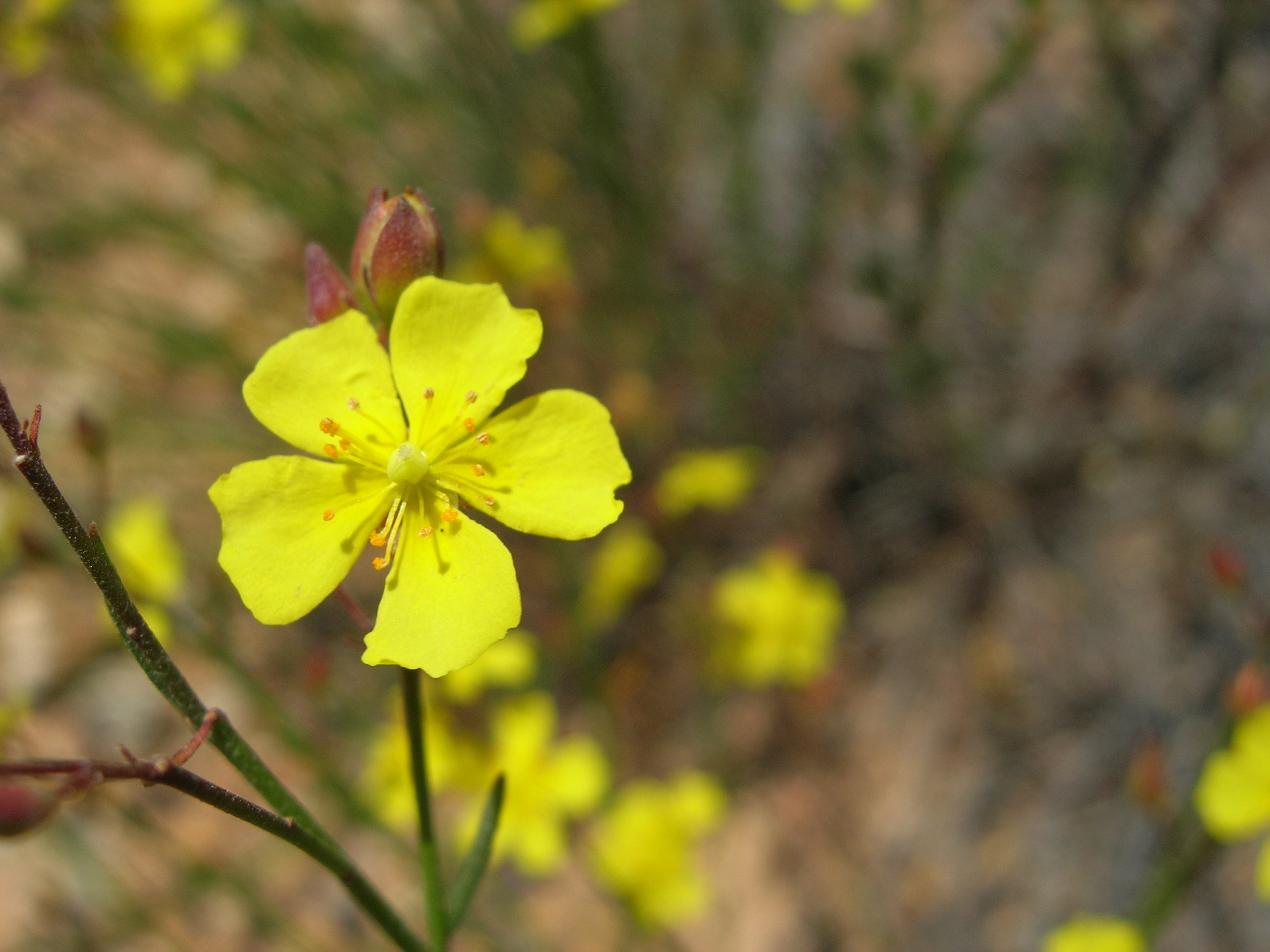
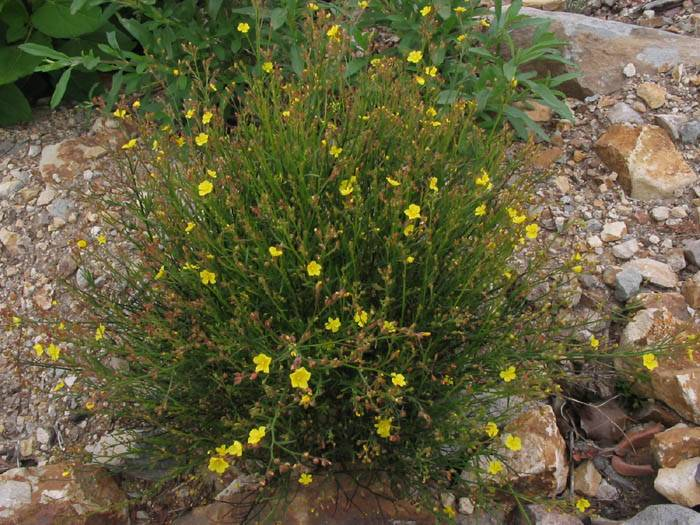
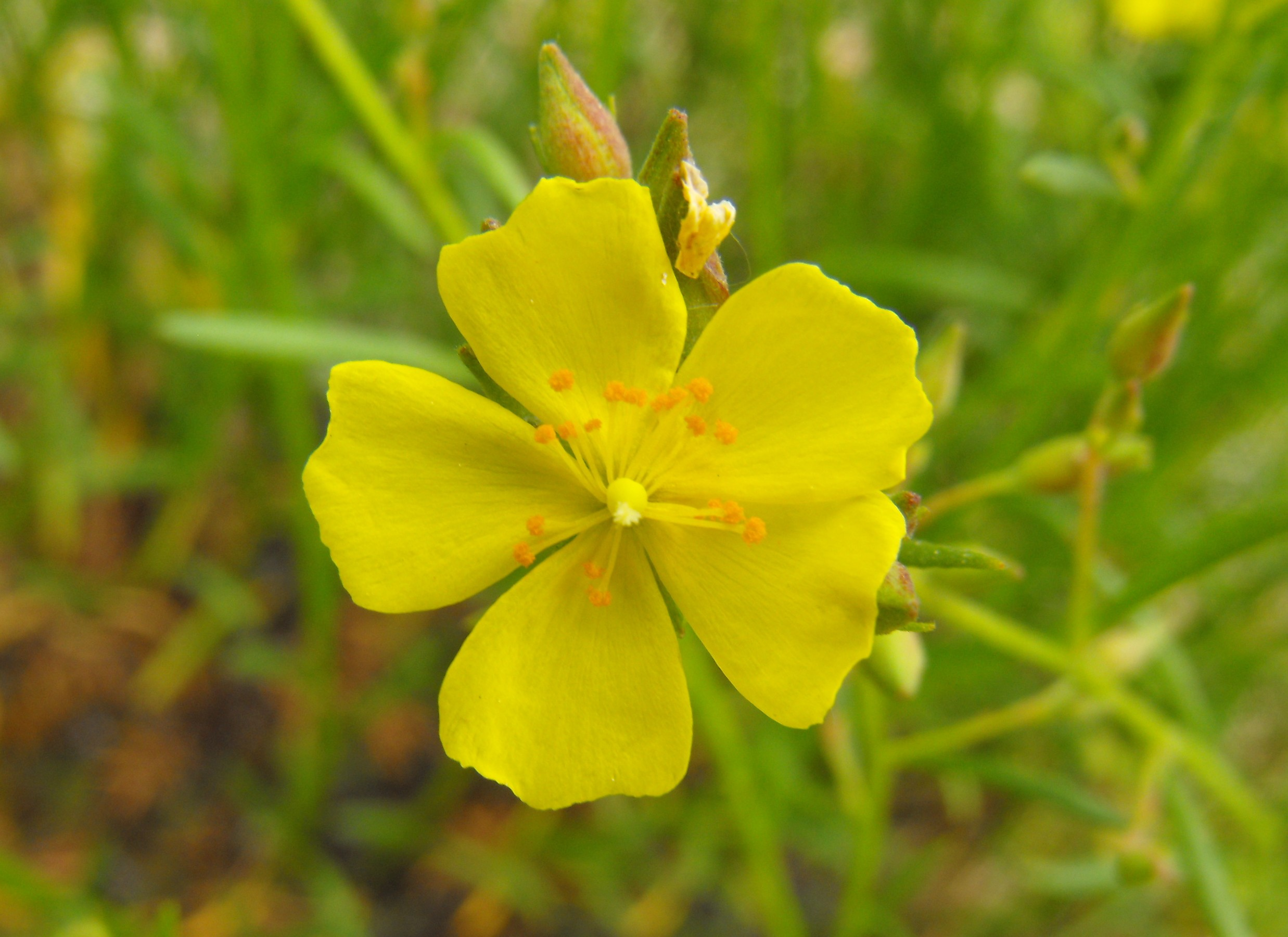